# Anna Campbell
Anna Montgomery Campbell, även känd under sitt kurdiska nom de guerre Hêlîn Qereçox, född 12 juni 1991 i Lewes, East Sussex, död 15 mars 2018 i Afrin, Syrien, var en brittisk anarkafeminist som under nära ett år stred som frivillig för Kvinnornas försvarsenheter YPJ i Rojava under syriska inbördeskriget. Hon stupade under ett flyganfall i samband med att turkiska styrkor angrep och invaderade Afrin-området. Av drygt en handfull brittiska kvinnor som stred för YPJ var Campbell den första som stupade.

## Biografi
Anna Campbell var dotter till musikern Dirk Campbell, känd för att ha spelat med progressiva rockgrupper inom Canterburyscenen, bland annat Egg och National Health. Hon växte upp i Lewes och närliggande Brighton, där hon tog studentexamen. Efter en kortare studieperiod vid universitetet i Sheffield flyttade hon till Bristol, där hon arbetade som rörmokare och var fackligt och politiskt aktiv, bland annat i organisationer som IWW och Anarchist Black Cross, samt i kampanjer till stöd för fängelseintagna och för irländska resande.

### Rojava
Campbell ankom Rojava i mars 2017. Hon lockades av möjligheten att delta i upprättandet av en autonom kurdisk region baserad på demokrati, sekularism och jämställdhet, förutom att också aktivt delta i bekämpandet av IS. Vid ankomsten saknade hon helt militär erfarenhet, men efter en månadslång grundutbildning anslöt hon sig till YPJ i Dayr az-Zawr-provinsen, där de som en del av YPG och SDF − och med omfattande amerikanskt flygunderstöd − framgångsrikt attackerade Islamiska statens starkaste fästen. Emellertid avbröts kampanjen i östra Syrien då turkiska stridskrafter angrep den YPG-kontrollerade Afrin-provinsen i nordvästra Syrien. 

### Död
Anna Campbell dödades i samband med att hennes truppenhet bombarderades av turkiskt stridsflyg den 15 mars 2018. Som brittisk medborgare – som dessutom stred för en USA-ledd allians – blev hon därmed ett offer för en attack från ett annat Nato-land.
Campbells kvarlevor har aldrig återfunnits. Hennes far har i flera år bedrivit en kampanj för att utöva påtryckningar på både turkiska och brittiska myndigheter för att, som Genèvekonventionen föreskriver, få hennes kvarlevor förda till Storbritannien. Fallet har varit uppe i Europadomstolen, men utan att ge resultat.

### Reaktioner
Som en följd av Campbells död anordnades ett flertal protester och solidaritetsaktioner runtom i världen. I Bristol blockerades huvudkontoret till den stora vapentillverkaren BAE Systems, som enligt aktivisterna var leverantör av de vapensystem som det turkiska flygvapnet använde mot både civilbefolkningen och SDF-milisen i Afrin. I Istanbul 2020 blev en pensionerad kvinna, Peri Pamir, fälld i domstol för att ha delat en länk till en artikel om Campbell som publicerats i The Guardian, något som enligt domstolen utgjorde ett brott mot landets anti-terrorlagstiftning.